# Боровое (Варашский район)
Борово́е (укр. Борове) — село в Заречненской поселковой общине Варашского района Ровненской области Украины.
До 2020 года входило в Заречненский район.
Население по переписи 2001 года составляло 2364 человека. Почтовый индекс — 34061. Телефонный код — 3632. Код КОАТУУ — 5622280401.